# جانزویل (کالیفرنیا)
جانزویل (به انگلیسی: Johnsville) یک منطقهٔ مسکونی در ایالات متحده آمریکا است که در شهرستان پلوماس، کالیفرنیا واقع شده‌است. جانزویل ۳۵٫۷۶۴ کیلومتر مربع مساحت و ۲۰ نفر جمعیت دارد و ۱٬۵۷۹ متر بالاتر از سطح دریا واقع شده‌است.